# Jonas Valančiūnas
Jonas Valančiūnas (ur. 6 maja 1992 w Utenie) – litewski koszykarz, występujący na pozycji środkowego, reprezentant Litwy, obecnie zawodnik New Orleans Pelicans. 
Został wybrany z piątym numerem w drafcie NBA 2011 przez Toronto Raptors.

## Kariera
Valančiūnas rozpoczął profesjonalną karierę w Perlas w 2008 i grał tam do grudnia 2009. Podczas sezonu 2008-09 zespół występował w drugiej lidze litewskiej, a w kolejnym sezonie awansował do pierwszej ligi. Valančiūnas w pierwszej części sezonu 2009-10 grał w Perlas, ale 17 stycznia 2010 roku podpisał kontrakt z Lietuvos Rytas Wilno.
Podczas gry w Lietuvos Rytos zagrał w dwóch Meczach Gwiazd, w 2010 i 2011. Podczas meczu gwiazd w 2011, zdobył 18 punktów i zaliczył 10 zbiórek, dzięki czemu został wybrany MVP.
Został wybrany w drafcie NBA z piątym numerem przez Toronto Raptors. Litwin będzie nosił koszulkę z numerem 17, ale musiał poczekać do sezonu 2012-2013, by zagrać w NBA. Klauzula wykupu kontraktu wynosi 2,5 miliona dolarów, a Toronto może zapłacić tylko 500 tysięcy, z powodu ograniczeń nałożonych przez NBA, jednak młody zawodnik obiecał, że zapłaci resztę, by mógł grać w NBA. Lietuvos Rytas nie pozwolił mu przejść do NBA do zakończenia obecnego sezonu.
7 lutego 2019 trafił w wyniku wymiany do Memphis Grizzlies. 7 sierpnia 2021 został wytransferowany do New Orleans Pelicans.

## Osiągnięcia
Stan na 13 września 2023, na podstawie, o ile nie zaznaczono inaczej.

### NBA
- Zaliczony do:
  - I składu letniej ligi NBA (2013)
  - II składu debiutantów NBA (2013)[7]
- Uczestnik Rising Stars Challenge (2014)
- MVP letniej ligi NBA (2013)
- Debiutant miesiąca (marzec 2013)

### Litwa
- Mistrz Litwy (2010)
- Zdobywca pucharu Litwy (2010)
- MVP:
  - ligi litewskiej (2012)
  - meczu gwiazd:
    - ligi litewskiej (2011, 2012)
    - Europy U–18 (2009)[8]

  - miesiąca VTB (luty 2012)
- trzykrotny Litewski Koszykarz Roku (2011, 2012, 2014, 2017)
- Wschodząca Gwiazda EuroCup (2012)
- Uczestnik meczu gwiazd:
  - ligi litewskiej (2010–2012)
  - Europy U–18 (2009)[9]
- dwukrotny laureat nagrody - Młody Zawodnik Roku FIBA (2011–2012)
- Zaliczony do I składu Eurocup (2012)
- Lider ligi:
  - litewskiej w:
    - blokach (2011, 2012)
    - zbiórkach (2012)

  - VTB w[10]:
    - blokach (2012)
    - zbiórkach (2012)

### Reprezentacja
Seniorów
- Wicemistrz Europy (2013)
- Uczestnik:
  - mistrzostw:
    - mistrzostw świata (2014 – 4. miejsce, 2023 – 6. miejsce[11])
    - Europy (2011 – 5. miejsce)

  - igrzysk olimpijskich (2012 – 8. miejsce)
- Lider Eurobasketu w zbiórkach (2017)
- Zaliczony do II składu mistrzostw świata (2023)[12]

Młodzieżowa
- Mistrz:
  - świata U–19 (2011)
  - Europy U–18 (2010)
  - Europy U–16 (2008)
  - Olimpijskiego Festiwalu Młodzieży Europy (2007)
- Brązowy medalista mistrzostw Europy U–16 (2007)
- MVP:
  - mistrzostw świata U–19 (2011)
  - Eurobasketu U–18 (2010)
  - Eurobasketu U–16 (2008)
- Uczestnik mistrzostw Europy U–18 (2009 – 4. miejsce)
- Zaliczony do I składu mistrzostw:
  - Europy U–16 (2008), U–18 (2009, 2010)
  - świata U–19 (2011)
- Lider:
  - strzelców mistrzostw świata U–19 (2011)[13]
  - mistrzostw:
    - świata U–19 w zbiórkach (2011 – 13,9)[14]
    - Europy:
      - U–18 w zbiórkach (2010)
      - U–16 w blokach (2008)

## Odznaczenia
- Medal Orderu „Za Zasługi dla Litwy” – 2011[15]